# Strallegg
Strallegg é um município da Áustria, situado no distrito de Weiz, no estado da Estíria. Tem 42,23 km² de área e sua população em 2019 foi estimada em 1.914 habitantes.